# كين ليم
كين ليم (بالإنجليزية: Ken Lim) هو مروج موسيقى وملحن سنغافوري، ولد في 1964.

## وصلات خارجية
- كين ليم على موقع IMDb (الإنجليزية)
- كين ليم على موقع ميوزك برينز (الإنجليزية)